# Волково (Старицкий район, у деревни Козлово)
Волково — деревня в Старицком районе Тверской области. Входит в состав Степуринского сельского поселения.

## География
Находится в южной части Тверской области на расстоянии приблизительно 5 км на восток по прямой от административного центра поселения деревни Степурино.

## История
Деревня была отмечена ещё на карте 1825 года. В 1859 году здесь (деревня Старицкого уезда) было учтено 60 дворов, в 1941 году — 114.

## Население
Численность населения: 465 человек (1859 год), 23 (русские 100 %) в 2002 году, 19 в 2010.